# Ленинские искры
«Ле́нинские и́скры»  — первая и старейшая газета для детей и подростков, издававшаяся в СССР и распространявшаяся по всей территории Советского Союза. Издаётся в России и поныне под названием «Пять углов».

## Основание газеты
Газета «Ленинские искры» была основана летом 1924 года как орган Северо-западного бюро детских коммунистических групп (пионерских отрядов) и Ленинградского губкома РКСМ, позднее стала печатным органом Ленинградского обкома и горкома ВЛКСМ и Ленинградского совета пионерской организации.
Первый номер «Ленинских искр» вышел в свет 31 августа 1924 года. Почти весь он состоял из заметок, написанных самими школьниками. Первоначально редакция «Ленинских искр» помещалась на Невском проспекте, на пятом этаже дома напротив здания Главного штаба, затем в издательско-полиграфическом комплексе на набережной Фонтанки (дом 57, позднее — дом 59).
В разное время выходила один и два раза в неделю .
Первый номер распространяли бесплатно сами сотрудники газеты — по улицам Ленинграда ездил специально украшенный грузовик, с которого свежеотпечатанные газеты разбрасывали в толпу прохожих. Затем на «Ленинские искры» была объявлена подписка.
В течение недели после выхода первого номера на «Ленинские искры» было оформлено двенадцать тысяч подписок.

## Советский период
Из «Ленинских искр» вышли новые аббревиатуры русского языка — «деткор» («детский корреспондент»), а позднее «юнкор» («юный корреспондент»). Считается, что «деткоров» придумали ещё при работе над первым номером «Ленинских искр». Первое время действовало правило — каждый пионерский отряд Ленинграда имеет право выбрать и направить в газету только одного деткора. Позднее это звание получал любой школьник, которому удавалось опубликовать в «Ленинских искрах» хотя бы один свой материал.
23 марта 1925 года в помещении ленинградского кинотеатра «Сплендид-Палас» (сегодня это кинотеатр «Родина») состоялось первое общегородское собрание деткоров. Здесь был выдвинут лозунг: «Каждому пионеру — номер „Ленинских искр“». С этого момента деткоры были не только авторами, но и занимались подпиской, распространяя свою газету среди одноклассников.
С первого же года существования издававшаяся в Ленинграде газета стала общенациональной. Её читали и в неё писали школьники со всего СССР. Дело в том, что «Пионерской правды» ещё не существовало и «Ленинские искры», некоторое время были единственной газетой для школьников в СССР.

### Участие школьников
Традиционно «Ленинские искры» были первой школой журналистики, через которую проходили ленинградские подростки, желающие связать свою жизнь с прессой. Среди журналистов Санкт-Петербурга до сих пор в ходу шутка: «Русская литература вышла из гоголевской «Шинели», а питерская журналистика — из «Ленинских искр». Также при газете действовал старейший в Ленинграде кружок юных поэтов, основанный ещё в 1920-х годах. Особую известность он приобрёл в 1980-е годы, когда детским литературным объединением руководил поэт Вячеслав Лейкин.

### Общественная деятельность
В 1932 году читатели «Ленинских искр» собрали средства на строительство самолёта. Аэроплан был назван в честь газеты и 24 ноября торжественно передан одной из лётных школ. Позднее имя газеты так же было присвоено трактору (1970 год) и океанскому сухогрузу (1974 год).

### Писатели
В разное время среди авторов газеты были писатели и поэты Аркадий Гайдар, Максим Горький, Александр Куприн, Михаил Зощенко, Лев Кассиль, Борис Житков, Корней Чуковский, Сергей Михалков, Виталий Бианки, Константин Высоковский, Сусанна Згут, Ольга Берггольц, Самуил Маршак, Леонид Пантелеев, Вадим Шефнер, Михаил Веллер и многие другие. Авторами газеты были дрессировщик Владимир Дуров и биолог Николай Иванович Вавилов, который публиковал в «Ленинских искрах» статьи о своих путешествиях по всем континентам. Президент Академии наук СССР А. П. Карпинский в 1930-х годах помогал сотрудникам газеты организовывать и проводить первые в стране предметные олимпиады.
Так же в «Ленинских искрах» печатались статьи государственных деятелей, в том числе М. И. Калинина, С. М. Кирова, Н. К. Крупской.

## Приложения и издания-правопреемники
В 1927 году вышла первая книга серии «Библиотека „Ленинских искр“», которая называлась «Ребятам о газете» и учила школьников, как работать с детской печатью. Этот проект просуществовал до 1933 года, всего в рамках Библиотеки «Ленинградских искр» было выпущено около ста книг, написанных как профессиональными писателями, так и самими школьниками-авторами газеты.
С сентября 1928 до 1933 года включительно выходил юмористический журнал пионера и школьника «Баклажка»
В январе 1957 года началось издание журнала «Искорка» — литературно-художественного приложения к «Ленинским искрам».
В 1992 году «Ленинские искры» были переименованы, получив новое название «Пять углов», в 2002 году был создан сайт «Пять углов», зарегистрированный позднее как электронное периодическое издание. Выпуск печатного издания «Пяти углов» прерывался с 2009 по 2012 год, с ноября 2012 оба издания, печатное и электронное, выпускаются силами объединённой редакции и считаются правопреемниками «Ленинских искр», сохранив архив и традиции издания, в том числе, открытые планёрки по средам для школьников, желающих попробовать себя в журналистике, присоединиться к школе юных журналистов и опубликовать материал в официальном СМИ.
31 августа 2014 года исполнилось 90 лет со дня выхода первого номера «Ленинских искр». Те, кто создавал газету, работал с заметками деткоров-юнкоров, кто приносил и присылал туда первые свои строки, теплым словом вспоминают газету.
31 августа 2024 года редакция отметит столетний юбилей издания.
Также в постсоветское время регистрировались и нерегулярно выходили другие печатные издания с названием «Ленинские искры» от различных учредителей, использующих символику и типографику детской газеты.

## Память
- Название старейшей в стране пионерской газеты "Ленинские искры" было присвоено теплоходу, который в 1974-1975 гг. был построен и спущен на воду заводом им. А. А. Жданова к 50-летию газеты. Металл для судна собрали ленинградские пионеры[11].